# محمد نوری (سیاستمدار)
محمد نوری سیاست‌مدار ایرانی بود، که در دوره بیست و چهارم مجلس شورای ملی بعنوان نماینده بوکان از استان آذربایجان غربی در مجلس شورای ملی حضور داشت.